# El Porvenir (Francisco Morazán)
El Porvenir è un comune dell'Honduras facente parte del dipartimento di Francisco Morazán.
Il comune venne istituito il 7 febbraio 1964 con parte del territorio del comune di Cedros.